# Stenodyneriellus apicatimimus
Stenodyneriellus apicatimimus är en stekelart som beskrevs av Giordani Soika 1996. Stenodyneriellus apicatimimus ingår i släktet Stenodyneriellus och familjen Eumenidae. Inga underarter finns listade i Catalogue of Life.